# ۴۶۳ (قمری)
۴۶۳ (قمری)، چهارصد و شصت و سومین سال در گاهشماری هجری قمری است. اول محرم این سال برابر با پانزدهم اکتبر سال ۱۰۷۰ میلادی است.